# Amazones du Dahomey
Pour les articles homonymes, voir Amazone et Mino.
Les Mino, Minon, Ahosi ou Agojie sont un ancien régiment militaire entièrement féminin Fon du royaume du Dahomey (actuel Bénin) qui a existé jusqu'à la fin du XIXe siècle. Elles sont surnommées « Amazones du Dahomey » par les colons occidentaux et les historiens à cause de leurs similitudes avec les mythiques Amazones de l’ancienne Anatolie.

## Histoire

### Origines
Le roi Aho Houegbadja (qui gouverne de 1645 à 1685), troisième roi du Dahomey, est censé être à l'origine de la création du groupe qui devient ensuite les Mino, un corps de chasseurs d'éléphant appelé gbeto. Durant le XVIIIe siècle, le roi entraîne certaines de ces femmes à devenir gardes du corps. 
La reine Tasi Hangbè (ou Nan Hangbe), sœur jumelle d'Houessou Akaba, règne sur le royaume du Dahomey de 1708 à 1711 après la mort soudaine d'Akaba en 1708. Elle est la vraie créatrice du corps des Agodjé du Dahomey, comme régiment combattant, intégré aux armées professionnelles du royaume.
Lors d'une campagne contre les voisins Ouéménou du royaume, elle prend la tête de l'armée, travestie – pour galvaniser ses troupes – à l'image de son frère jumeau défunt, Akaba. Elle a été largement effacée de l'histoire officielle du Dahomey, sous le roi Agadja son successeur, dont les partisans obligent la reine à abdiquer. Le fils de Houegbadja, Agadja (roi de 1708 à 1732), développe le groupe de femmes gardes du corps en une milice et les utilise avec succès pour vaincre le Royaume houéda en 1727. 
Les marchands européens notent leur présence ainsi que celle d'autres femmes guerrières parmi les Ashantis. Durant les années suivantes, les guerrières acquièrent une réputation de combattantes sans peur. Elles combattent rarement, mais avec vaillance.
Le groupe de femmes guerrières est appelé Mino (Mi-No), ce qui signifie « nos mères » en langue fon, par l'armée masculine du Dahomey,. À l'époque du roi Ghézo (qui gouverne de 1818 à 1858), le Dahomey se militarise de plus en plus. Ghézo donne une grande importance à l'armée, augmente son budget et améliore sa structure. Les Agodjé sont entraînées, obtiennent des uniformes et sont équipées avec des fusils danois (obtenus via le commerce des esclaves). À cette époque, les Agodjé sont entre 4 000  et   6 000 femmes et représentent environ le tiers de l'armée du Dahomey.

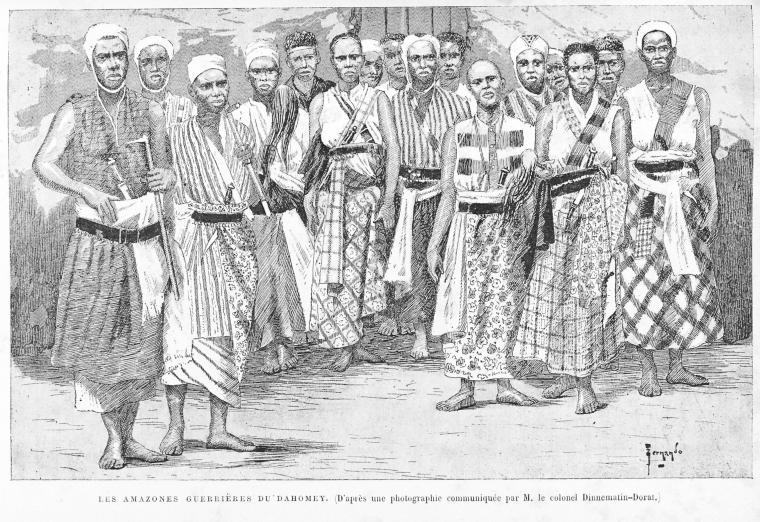
Les Agodjé, amazones du Dahomey.
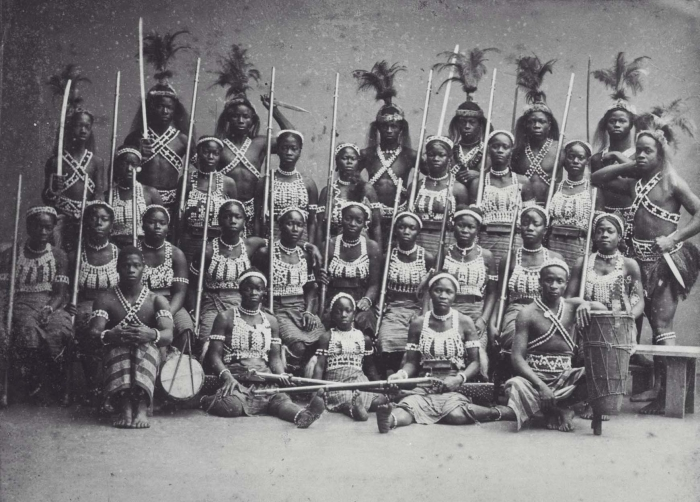
Portrait de groupe des Agodjé en visite à Paris en 1891.
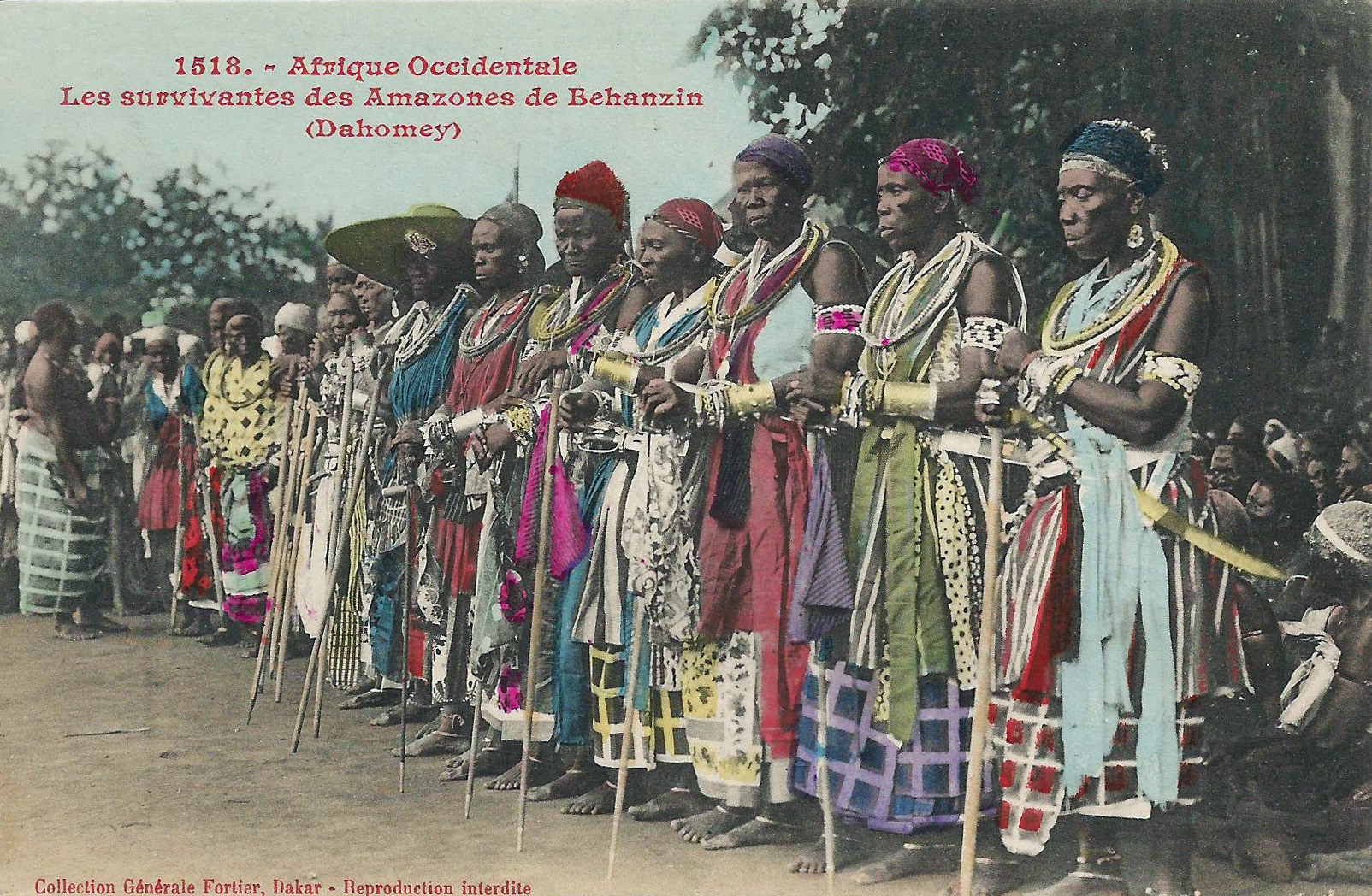
Les survivantes des Agodjé de Béhanzin au début du XXe siècle.

### Organisation

#### Recrutement

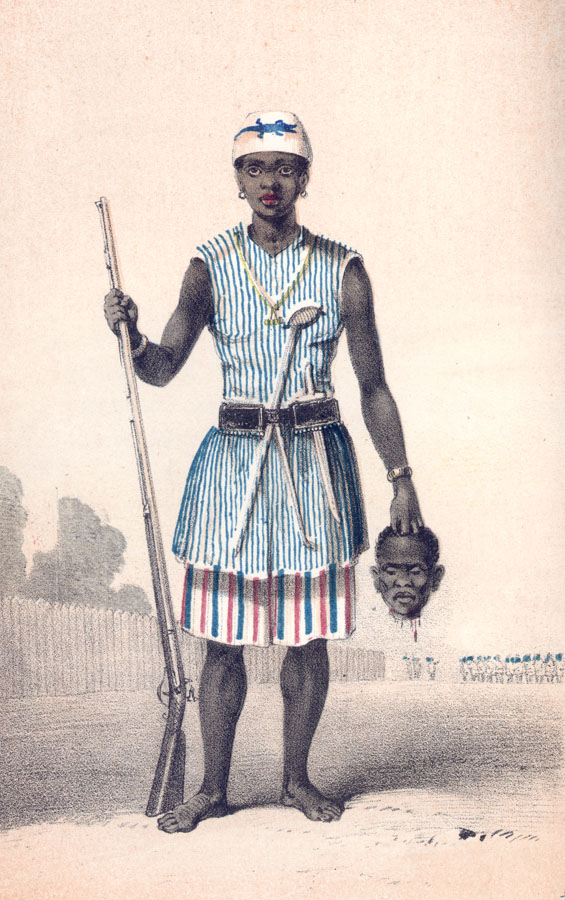
Seh-Dong-Hong-Beh, une cheffe des Agodjé (gravure de Frederick Forbes réalisée en 1851).

Les Agodjé sont sélectionnées parmi les enfants d'esclaves et seules les jeunes filles sont gardées, affranchies et entrent au harem du roi. Après une formation, elles intègrent le corps des femmes de guerre du roi, l'« Agoledjié ». Certaines femmes de la société fon deviennent Mino volontairement alors que d'autres sont enrôlées de force. Tous les trois ans, les sujets du roi doivent présenter leurs filles devant un conseil de révision qui désignent celles admises dans la maison du roi. Elles deviennent soldates ou officières selon le rang social de leur famille. Tant qu'elles sont Agodjé, les femmes ne sont pas autorisées à avoir des enfants ou à être mariées mais, elles peuvent être offertes aux meilleurs guerriers ou choisies comme épouses par le roi. Beaucoup d'entre elles sont vierges. L'historien béninois Arthur Vido a montré que les femmes enrôlées dans les troupes n'étaient pas toutes vierges. Des Agodjé en fonction ont eu des rapports sexuels dans le cadre d'une mission royale ou pour simplement assouvir leur désir. Les rapports sexuels semblent avoir été punis de mort.
Ceci étant, la prononciation d'un vœu de célibat devant la divinité Dewin qui était censée provoquer une grossesse certaine chez les amazones ayant enfreint la règle de chasteté, la pratique de l'excision pour prétendument ôter leur attrait aux relations sexuelles et la décision de leur faire prendre des liqueurs contraceptives ne les ont pas toujours empêchées d'avoir des amants. Le régiment des femmes  a un statut semi-sacré qui est fortement lié à la croyance du peuple fon au vaudou.

#### Composition
Le corps des Mino est composé d'environ 5 000 guerrières réparties en trois brigades de plusieurs régiments et il est commandé par une femme s'étant illustrée au combat. La hiérarchie comprend des officières (« Gahu »), des sous-officières (« Awhouangan ») et de simples soldates.
Elles sont regroupées en deux corps et cinq bataillons qui marchent à proximité du roi et ne combattent que sur son ordre.
- Les deux corps principaux :
  - les « Aligossi » qui se chargeaient de la défense du palais. Elles restaient sur place et assuraient la protection du roi ;
  - les « Djadokpo » constituaient l’avant-garde de l’armée régulière.
- Un bataillon est divisé en cinq catégories de combattantes[5] :
  - les « Agbaraya », armées de tromblons ;
  - les « Gbeto », qui chassent l'éléphant ;
  - les « Nyckphehthentok », qui sont chargées de l'équarrissage ;
  - les « Galamentoh », armées de Winchester ;
  - les archères avec leurs flèches empoisonnées.

Leur entraînement est intensif et commence dès le plus jeune âge. Il comprend des combats, du maniement d'armes et des exercices extrêmes comme traverser une construction d’épines, ou vaincre un taureau à mains nues,.
Leur stratégie n'obéit qu'à une seule règle : tuer sans se soucier de sa propre vie. Pour cela, elles s'enivrent d'alcool avant le combat. Les captifs des Amazones sont généralement décapités.

#### Razzias
Les Amazones du Dahomey effectuaient parfois des razzias dans le but de se procurer des esclaves. Cela leur permettait aussi de recruter des jeunes filles et femmes sans avoir besoin de les élever.

### Conflit avec la France
L'invasion de l'Afrique de l'Ouest par les Européens s'accélère dans la seconde moitié du XIXe siècle et, en 1890, le roi Behanzin commence à combattre les forces françaises au cours de la première guerre du Dahomey.  
Lors de la seconde guerre du Dahomey, 3 000 soldats français basés à Cotonou s’engagent dans une mission à l’intérieur du territoire en 1892 pour la conquête du Dahomey. L’objectif de cette opération militaire est de déloger le roi Béhanzin, qui s’accroche à l’indépendance de son fief. Les troupes sont quotidiennement harcelées par des attaques de guérilla et la progression est lente. Le 26 octobre 1892, les soldats sont à une cinquantaine de kilomètres d’Abomey et se retrouvent bloqués par une armée équipée de carabines Winchester et d’armes blanches ; à la surprise des Français, elle est composée de femmes.   
Finalement, renforcés par la Légion étrangère et disposant de meilleures armes dont des mitrailleuses ainsi que d'une cavalerie et de l'infanterie de marine, les Français infligent aux Dahoméens des pertes dix fois supérieures aux leurs. Après plusieurs batailles, les Français finissent par l'emporter. Les légionnaires écrivent plus tard sur « l'incroyable courage et audace » des guerrières.
Après que le Dahomey est placé sous protectorat français le 17 novembre 1894, Agoli Agbo devient le nouveau souverain et décide de dissoudre le corps des Mino.

### Nawi, la dernière Guerrière (Mino) du Dahomey
La dernière survivante connue des Mino est une femme du nom de Nawi. En 1978, lors d'un reportage dans le village de Kinta, un historien béninois rencontra Nawi, qui disait avoir combattu les Français en 1892. Nawi est morte en novembre 1979, âgée de plus de 100 ans.

## Dans la culture populaire

### Littérature
- Stieg Larsson fait référence aux Mino dans La Reine dans le palais des courants d'air (série Millénium) lors du prélude à la quatrième partie, Rebooting System.
- Les amazones de Ghézo jouent un rôle significatif dans le roman Flash for Freedom! (en) de la série Les Archives Flashman de George MacDonald Fraser.

### Cinéma et télévision
- Les Mino du Dahomey sont représentées dans le film de 1987 Cobra Verde du réalisateur allemand Werner Herzog.
- Dans le film Black Panther (2018), Ryan Coogler leur rend hommage à travers le rôle des Dora Milaje, la garde royale exclusivement féminine du roi T'Challa du Wakanda, composée de guerrières d'élite maniant notamment la lance en vibranium et assurant la sécurité du roi lors de ses déplacements. Dans l'univers cinématographique Marvel, leur cheffe est Okoye, une guerrière d'exception extrêmement loyale envers son souverain et ne redoutant aucun ennemi.
- En 2020, dans la série Lovecraft Country (épisode 7, I am), une scène se déroule avec Nawi (Sufe Bradshaw) au sein des Mino[15].
- En 2022, The Woman King, inspiré des amazones du Dahomey, raconte l'histoire de Nanisca (Viola Davis), générale des Mino, et d'une jeune recrue, sa fille, Nawi (Thuso Mbedu).

### Filmographie
- Au Bénin, les fières Amazones du Dahomey, documentaire, Arte, 2020
- The Woman King, film, TriStar, 2022